# Maurizio Vandelli
Maurizio Vandelli (* 9. August 1964 in Modena) ist ein ehemaliger italienischer Radrennfahrer. Sein drei Jahre älterer Bruder Claudio, ebenfalls ein erfolgreicher Radsportler, gewann bei den Olympischen Sommerspielen 1984 die Goldmedaille im Mannschaftszeitfahren.
Zu Beginn seiner Karriere bestritt er auch Querfeldein-Rennen. In dieser Disziplin vertrat er sein Heimatland bei den Weltmeisterschaften 1986 und 1989. Darüber hinaus belegte er 1989 bei den nationalen Meisterschaften den zweiten Rang. Bei Straßenrennen rückte er mit einem zehnten Platz in der Gesamtwertung des Giro d’Italia 1988 erstmals ins Blickfeld der internationalen Öffentlichkeit. Zwischen 1993 und 1995 trat er als Amateur an, ehe er erneut einen Profi-Vertrag angeboten bekam. Es folgten diverse weitere Erfolge, wobei Maurizio Vandelli speziell bei Rennen in Österreich dominant war. So gewann er beispielsweise das Uniqa Classic dreimal in Folge – als einziger Sportler in der Geschichte dieses Wettbewerbes. Dabei gelangen ihm insgesamt drei Etappensiege. Bei der Österreich-Rundfahrt konnte er einen Etappen- und einen Gesamtsieg verbuchen sowie zweimal die Bergwertung gewinnen und bei der Steiermark-Rundfahrt sicherte er sich zwei Etappenerfolge sowie in einem Jahr die Gesamtwertung.

## Gewinnerliste
1984
- Coppa Fiera di Mercatale

1985
- Coppa Fiera di Mercatale
- Coppa Collecchio

1990
- Ruota d’Oro

1996
- Giro della Provincia di Cosenza

1997
- Trofeo Salvatore Morucci
- Giro Ciclistico del Cigno

1998
- Trofeo Salvatore Morucci

1999
- Bassano–Montegrappa
- Uniqa Classic und eine Etappe
- Österreich-Rundfahrt und eine Etappe

2000
- eine Etappe Vuelta a Venezuela
- Uniqa Classic
- Bergwertung Österreich-Rundfahrt

2001
- Uniqa Classic und eine Etappe
- Bergwertung Österreich-Rundfahrt

2002
- Steiermark-Rundfahrt und eine Etappe

2003
- Race across the Alps

2004
- Lavanttaler Radsporttage und zwei Etappen

2004
- eine Etappe Lavanttaler Radsporttage
- eine Etappe Steiermark-Rundfahrt

2008
- Race across the Alps

2009
- Race across the Alps

2010
- Race across the Alps